# Pierre Strozzi
Pour les autres membres de la famille, voir Famille Strozzi.
Piero Strozzi, cousin de Catherine de Médicis, connu en France sous le nom de Pierre Strozzi (né v. 1510 - mort le 21 juin 1558, à Thionville, Luxembourg), est un condottiere florentin de la Renaissance, naturalisé français, membre de la famille patricienne florentine des Strozzi, fils de Philippe Strozzi le Jeune et de Clarice de Médicis, qui s'engage au service de la France et devient maréchal de France en 1554.
Son fils Philippe Strozzi, amiral de France, est battu et tué lors de la bataille des Açores en 1582.

## Biographie
Destiné dans sa jeunesse à l’état ecclésiastique, Pierre Strozzi quitte cette carrière pour embrasser celle des armes. Il sert comme colonel sous les ordres du comte Guy de Rangon en Italie, et contribue à faire lever le siège de Turin par les Impériaux en 1536.
En 1537, son père Philippe, considéré comme l’homme le plus riche d’Italie[source insuffisante], arrive de France avec une armée d’exilés florentins décidés à reprendre la ville après le choix du nouveau grand-duc, Cosme Ier de Toscane. Il est défait par celui-ci près de Montemurlo et meurt dans la prison de la forteresse San Giovanni à Florence.
Après la bataille de Montemurlo, lui et de nombreux autres exilés florentins trouvent refuge en France et à Venise. Dévoué au service de la France par aversion des Médicis qui gouvernent sa patrie, il se met à la tête de bandes italiennes qui servent en Piémont pour le roi de France. Il s'attire une sympathie particulière à la cour de Catherine de Médicis, qui n’apprécie pas la nouvelle génération des Médicis au pouvoir. 
Passé au service de François Ier, il combat les Espagnols à Serravalle Scrivia.
En 1539, il se marie à Venise avec Laudomia de' Medici, sœur de Lorenzino de Médicis, un ami de son père, avec qui il a deux enfants. Bien qu'étroitement apparenté aux Médicis, sa famille est souvent en désaccord avec la branche principale, en particulier contre Cosme Ier de Médicis.

### Marano
En 1542, des sujets de la Sérénissime, menés par un marchand d'Udine, Beltrame Sacchia, s’emparent violemment, mais avec une grande ruse, de la petite ville fortifiée de Marano Lagunare, une forteresse stratégique dans les territoires disputés du Frioul. Il n’est pas clair si les conjurés ont agi de leur propre initiative. Craignant la réponse violente et immédiate des troupes autrichiennes stationnées à Gradisca d'Isonzo, les aventuriers offrent la ville à Pierre Strozzi, qui l’accepte volontiers et y envoie un de ses émissaires. Les autorités vénitiennes sont décidées à empêcher que la neuvième guerre d'Italie, qui voit déjà la France et l’Espagne s’opposer, n’implique leurs propres territoires. Ils manifestent énergiquement leur opposition à une intervention des troupes autrichiennes ou de la petite flotte espagnole stationnée à Trieste contre celles de Strozzi. Simultanément, ils ordonnent le bombardement et la destruction du fort érigé par les hommes de Sacchia à Lignano Sabbiadoro.
Piero Strozzi ne parvient cependant pas à intéresser le roi de France à son initiative et une contre-attaque autrichienne semble certaine. La lettre de Charles Quint à l’ambassadeur espagnol à Paris, récemment déchiffrée, témoigne des craintes que son activisme produit, dans laquelle l’empereur demande des informations sur un attentat que Strozzi préparerait contre lui. Piero Strozzi jouit d’amitiés particulières à Venise, en particulier celle du patriarche d’Aquilée Marino Grimani. Il cherche à négocier avec la Sérénissime la cession de la ville contre rémunération en argent, en menaçant de la céder autrement à Soliman le Magnifique. La seigneurie charge Antonio Cappello de la négociation avec Strozzi, qui conclut un accord : la République acquiert Marano pour 35000 ducats.

### Tentative de pillage de Monopoli
Pierre Strozzi garde toute sa vie une haine profonde pour les Médicis, au point de tenter en 1543, de surprendre et de piller la ville de Monopoli avec l’aide de galères turques. Le but est  de nuire au vice-roi de Naples don Pietro di Toledo, le beau-père de son ennemi le duc Cosme Ier de Médicis, qui a épousé sa fille Éléonore. Le projet de Pierre est déjoué par le duc grâce à un espion qui révèle le plan au vice-roi.
Rentré en France en 1543, il prend part au siège de Luxembourg sous le duc d’Orléans. En 1545, il sert dans l’armée navale sous l’amiral d'Annebaut, puis est fait général des Galères de France.

### Siège de  Mirandola

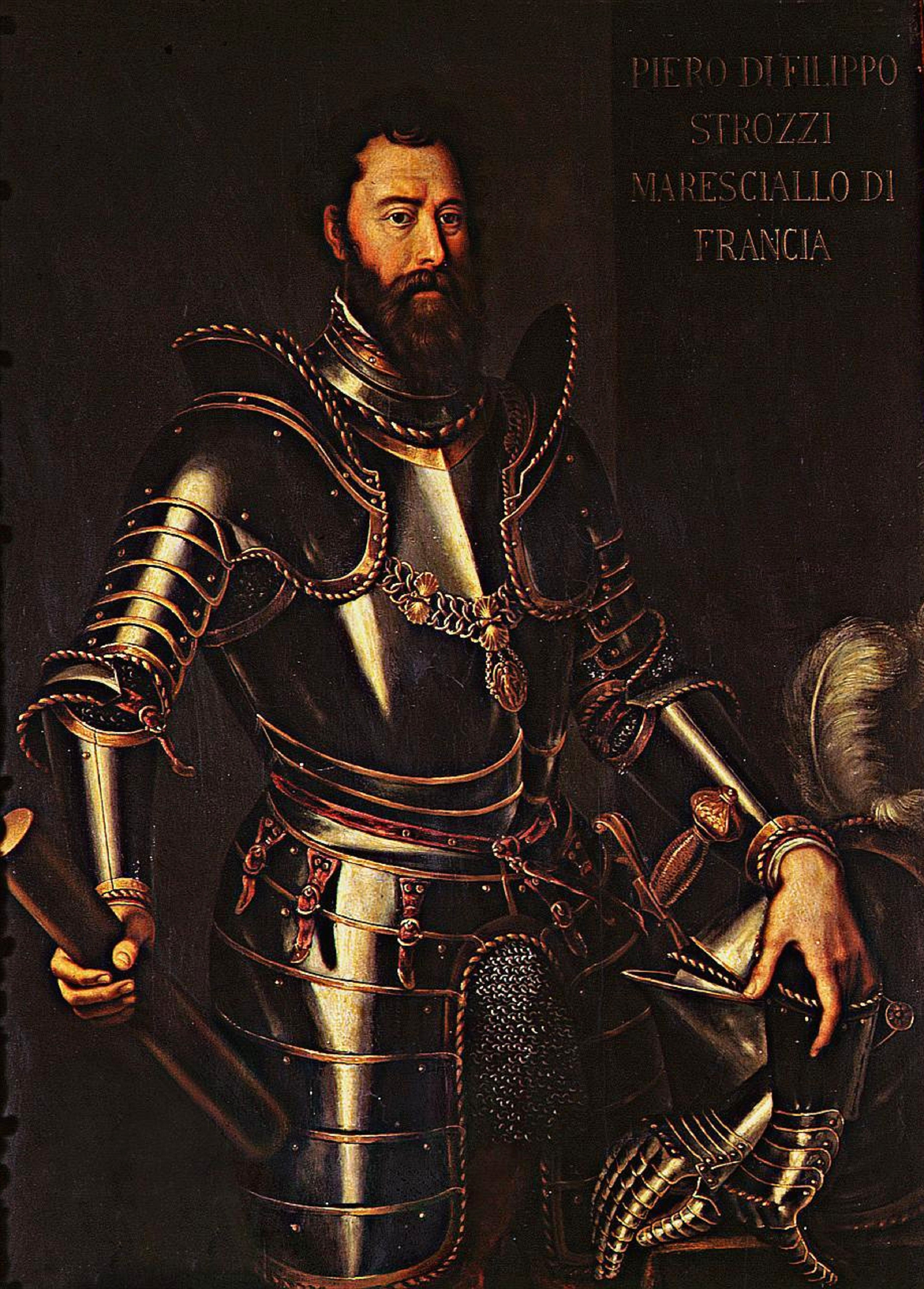
Portrait de Pierre Strozzi en armure portant l'ordre de saint Michel, Palazzo Vecchio.

En 1551, Pierre Strozzi retourne en Italie où il démontre ses compétences militaires lors du siège de Mirandola. La guerre est née de la succession de Pierre-Louis Farnèse, fils reconnu de Paul III, dans le duché de Parme et Plaisance. Après l'assassinat de Pierre-Louis par son beau-père, l'empereur Charles Quint, le pontife voit  disparaitre son rêve de fonder une maison princière. Il entreprend donc de convaincre le consistoire des cardinaux de remettre les deux villes au fils de Pierre-Louis, Octave Farnèse, sous une forme légale. Octave en empêche son grand-père en occupant Parme dans un geste de rébellion.
Ferdinand Ier de Guastalla, gouverneur impérial de Milan, reçoit l'ordre de l'empereur Charles Quint d'occuper Parme. Le jeune duc rebelle a le soutien des Français, désireux de réintégrer le jeu italien après la défaite de Pavie. La France engage Philippe Strozzi, qui rassemble des soldats à Mirandola, une citadelle dont le seigneur a été déclaré criminel par Charles Quint et s'est vendu à la France. La bataille a eu lieu sous les murs de Parme et de Mirandola, qui souffrent contre les forces papales écrasantes.
Les fortifications bastionnées, conçues pour une utilisation révolutionnaire de l'artillerie, permettent à quelques centaines de défenseurs de vaincre 2 à 3 000 adversaires, tuant plus de 1 000 d'entre eux. C'est le triomphe de Strozzi, qui en sort avec la réputation de premier général italien, et du jeune seigneur de Mirandola, Ludovico II Pico.
Il participe au siège de Metz  aux côtés de François de Lorraine, duc de Guise. 

### Bataille de Marciano della Chiana et mort

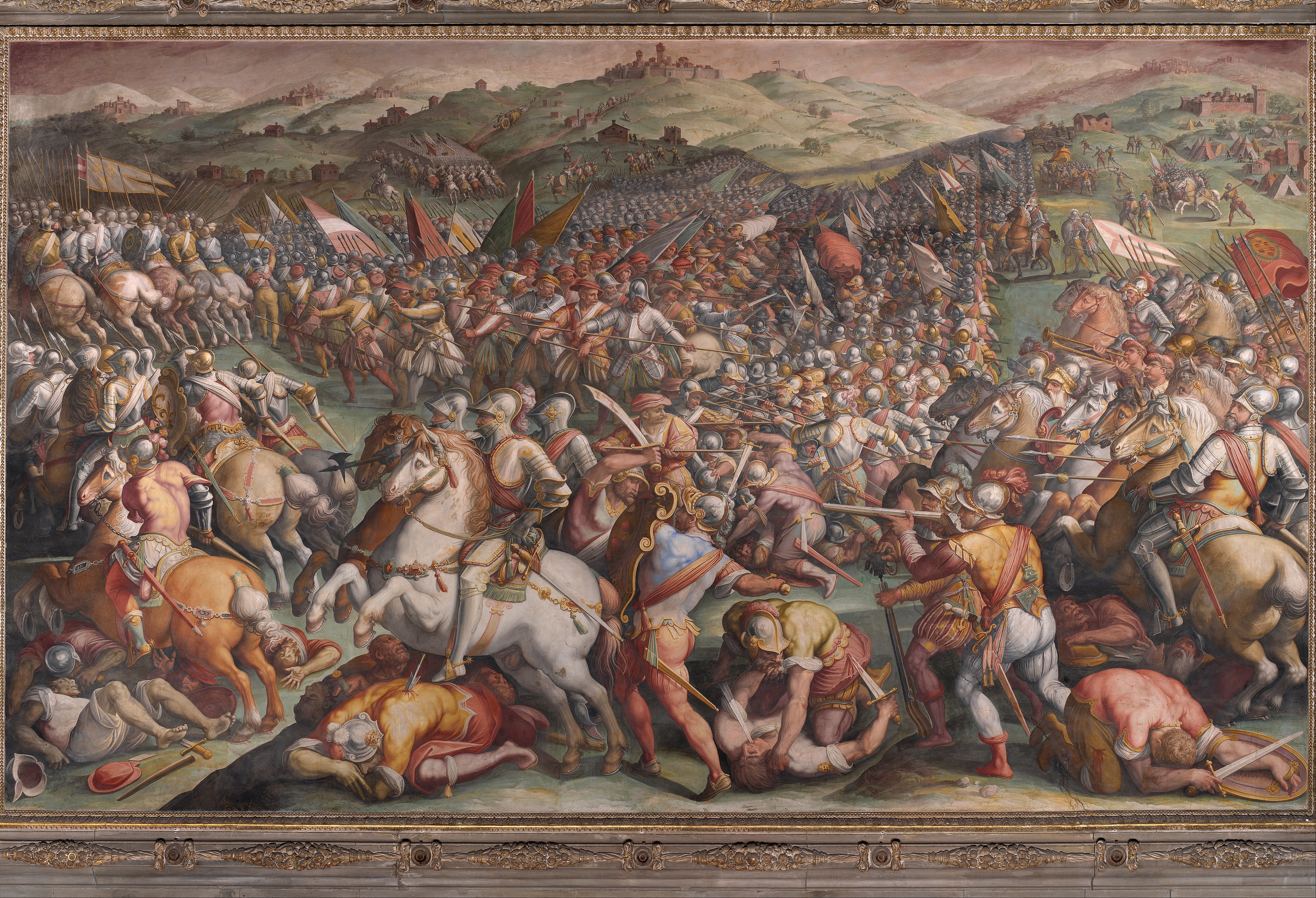
Giorgio Vasari, La Bataille de Marciano in Val di Chiana, Palazzo Vecchio.

Le roi Henri II lui donne ensuite le commandement de l’armée envoyée en Italie au secours des Siennois, lorsque Cosme de Toscane se prépare à attaquer la ville. Encouragé par Catherine de Medicis, Pierre s'acharne à défendre la ville avec une armée de troupes françaises malgré la supériorité des armées coalisées hispano-florentines. Assiégé par les Florentins et les impériaux, le 11 juin 1554, il tente une sortie de la ville avec dix mille hommes, en direction de Pontedera, dans l'espoir d'atteindre Florence par la Valdinievole et de surprendre ses ennemis. Après une issue initialement favorable, ses troupes  s'arrêtent à Valdinievole en attendant l'aide maritime apportée par Leone Strozzi. Mais Leone est mort d'un tir d'arquebuse près de Castiglione della Pescaia et le mauvais temps a empêché les navires d'accoster. Pierre ne peut que retourner à Sienne.
Afin de prolonger le siège dans l'attente d'une hypothétique armée de secours venue de France, il organise l'expulsion des « bouches inutiles » : l'opération provoque la mort de nombreux civils essentiellement des femmes, des enfants et des personnes âgées ou handicapées. Il tente une nouvelle sortie le 2 août, mais est vaincu à Marciano della Chiana, trahi par la mauvaise manœuvre de Ludovico II Pico della Mirandola, qui, commandant la cavalerie, expose son flanc aux Médicis et aux Espagnols. La tradition veut que la cause de la déroute de la cavalerie franco-siennoise soit le porte-étendard français Righetto del Campana, qui, soudoyé par les Florentins avec douze flacons remplis de pièces d'or, s'enfuit immédiatement après le début de l'affrontement. Strozzi bat Rudolf Raglion et Ascanio della Corgna, mais est défait et gravement blessé.
Une fois Sienne perdue, la résistance se poursuit à Montalcino en 1556. Avec la défaite de Strozzi, ennemi juré de Cosme Ier, les Médicis trouvent un refuge à Florence et les Français quittent le jeu italien .
Nommé lieutenant général de l’armée qui doit défendre Paul IV contre les Espagnols et nommé seigneur d'Épernay en 1556, il reprend la ville d’Ostie et fait lever le siège de Rome en 1557 .
Revenu en France, il se distingue au siège de Calais (1558). Henri II le crée maréchal de France en 1558. Le 21 juin de la même année,  au siège de Thionville sous les ordres du duc de Guise et alors qu’il va reconnaître un emplacement de batterie, il est mortellement frappé d’un coup d’arquebuse.
Pierre Strozzi est inhumé à Épernay dont il était le seigneur, sa pierre tombale est en l'église Notre-Dame d'Épernay.
Il est généralement considéré comme l'inventeur des Dragons, les troupes d'arquebusiers à cheval.

## Armoiries
| Figure | Blasonnement                                                               |
|        | D'or, à la fasce de gueules, chargée de trois croissants tournés d'argent. |